# Kościół św. Teresy od Dzieciątka Jezus w Kielcach
Kościół świętej Teresy od Dzieciątka Jezus – rzymskokatolicki kościół parafialny należący do dekanatu Kielce-Południe diecezji kieleckiej. Znajduje się w kieleckiej dzielnicy Słowik.

## Historia
Jest to świątynia wzniesiona w latach 1934-1938 przez księdza Antoniego Żrałka. W czasie okupacji niemieckiej były kontynuowane prace we wnętrzu kościoła. Po zakończeniu II wojny światowej budowa była kontynuowana przez pracującego w parafii przez 38 lat proboszcza księdza Tadeusza Michalskiego. Przez niego Kościół został wyposażony i zostało ukończone jego wnętrze.

## Wnętrze i wyposażenie
W ołtarzu głównym jest umieszczony obraz św. Teresy z Lisieux. W bocznych ołtarzach są umieszczone obrazy Matki Bożej Nieustającej Pomocy i Serca Pana Jezusa. Ściany są ozdobione współczesnymi freskami przedstawiającymi świętych apostołów Piotra i Pawła oraz polskich świętych: Brata Alberta i Rafała Kalinowskiego, misjonarzy polskich i patronów Polski: św. Stanisława BM i św. Wojciecha. Świątynia jest wyposażona w nowe organy. Jest to instrument Rembrandt 275 Platinum Edition posiadający 7 kanałowe nagłośnienie.